# Фрейденберг, Виктор Анатольевич
Виктор Анатольевич Фрейденберг (род. 1966) — художник, дизайнер, продюсер.
Первый в России дизайнер и производитель, ставший в 2004 году обладателем международной премии Red Dot Design Award в категории Product Design.
Работает в авангардном, минималистичном синтетическом стиле, объединяющем в себе живопись, графику, фотографию, видео, скульптуру, дизайн, науку и игру. Создаёт объекты и арт-пространства, обладающие новыми концептуальными и эмоциональными качествами.
С 1988 по 2023 год — автор более 40-ка персональных и
участник более 50-ти групповых международных выставок.

## Творческая биография
Фрейденберг Виктор Анатольевич. — художник, концептуалист, дизайнер. Родился в 1966 году в г. Николаеве на юге Украины.
С 1983 живёт в Москве и работает под фамилией матери — Касьянов. В 1998 году берёт фамилию
отца — Фрейденберг.
1983—1989 — изучает историю искусств и технологию живописи, занимается графикой, и художественными экспериментами с различными материалами.
В 1989 работает в легендарных художественных мастерских Фурманного переулка,
где создает новую технику «кракелюры», которая основана на нарушении технологии живописи, — возводит в ранг прекрасного искусство разрушения красочного слоя картины как основы художественного изображения. Этот инновационный эксперимент стал началом собственного концептуального направления — «Тотальная эстетизация процессов разрушения».
1991—1993 гг. — активный участник творческих процессов в художественных мастерских и в галерее в Трехпрудном переулке. Среди прочих выставок этого периода можно отметить: «По ту сторону искусства» (или дыра в стене) и «Воплощение мечты» (два крана, вино, водка).
Снимает свой первый фильм «Ангел», посвященный погибшему музыканту Сергею Тимофееву, основателю группы Пекин Роу-Роу.
1994—1997 гг. в своей мастерской на Страстном бульваре, экспериментируя с видеокамерой и монитором, разрабатывает технологию абстрактной «Видео-живописи». Делает скульптуры из гипса и металла, создаёт первую hand made-коллекцию светящихся арт-объектов под названием «Элементарная геометрия».
В 1998 году открывает первую авторскую Галерею VF в Москве на Садовой-Каретной. Там проводит персональные выставки-перформансы и «высаживает» сад светящихся электрорастений, создает новые объекты-органоиды.
В 2000 году формулирует новое творческое направление — «концептуальный арт-дизайн». Начинает авторский проект «Лаборатория концептуального дизайна». Синтезирует новые арт-объекты, совмещая художественные технологии и high-tech материалы.
В результате этих творческих экспериментов появляются светящиеся металлические объекты. Один из них, — «Электроквадрат, покрывшейся нержавеющей паутиной». В творческом пути Фрейденберга он является завершающим семантическим элементом конца прошлого тысячелетия, символом перехода в эру актуального дизайна.
В 2002 году «селекционирует» светящиеся арт-объекты — Электрорастения (electro plants) и «высаживает» их на первом фестивале современного искусства «Мелиорация», а в 2004 году аналогичный hand-made объект — электрорастение «Шарм» — выставлен в Музее дизайна в Эссене (Германия) как победитель международного конкурса инновационного дизайна «Red dot».
С 2003 года начинает проект — «Арт-пространства». Проект подразумевает открытие авторских Галерей-мастерских, свободных для посещения, где пространство представляет собой трехмерную трансформируемую картину. В рамках проекта в 2003 году созданы открытые арт-пространства в Берлине и Москве. Появляется новая коллекция концептуальных объектов «Мятый свет» из термодеформированного пластика и металлической ткани.
В 2004 году открывает в Москве авторскую галерею «VF Gallery» в культурном центре АртСтрелка.
Это лаборатория творческих экспериментов и концептуальных проектов, место, где Фрейденберг постоянно открыт для общения с внешним миром.
За пять лет работы (2004—2009) «VF Gallery» на АртСтрелке было проведено более 30-ти персональных выставок.
В «VF Gallery» он представляет свои know-how произведения — синтез художественных технологий и high-tech материалов; создает трехмерные оптические арт-инсталляции, объекты-трансформеры, светящиеся объекты «Супрематические электрорастения», концептуальное видео и "Фрактальную оптическую живопись".
В 2012 году открывает в Москве на Садовой-Каретной «LAB-CLAB». Это 5-я мастерская-галерея, арт-лаборатория-клуб. Здесь Фрейденберг продолжает разрабатывать и реализовывать свои проекты, проводит мастер-классы-перформансы, организует встречи-дискурсы, кино просмотры и выставки.  В этом пространстве организованна художественно-производственная мастерская «VF ARTLAB».

## Проекты последних лет
- 2005 — «Мультипикселизация» — материализация пиксела — первичного элемента цифрового изображения. В коллекции трансформеров Фрейденберга появляется новый «беспредметный» арт-предмет — «Мультипиксел». Этот мобильный «арт-квадрат», являющийся материализованным в пластике квадратом цифрового изображения, становится квинтэссенцией символов и частицей нового «Супрематического конструктора эстетического наслаждения». С помощью «Мультипикселов», этих «элементарных частиц красоты», Фрейденберг создает на стеклах окон или подсвеченных полимерных экранах оптические скульптуры — мобильные витражи-трансформеры. Трехмерные картины, создаваемые художником — интерактивны, они взаимодействуют с людьми, друг с другом, с искусственным и солнечным светом. Продолжаются эксперименты с художественно-концептуальным видео: фильмы «Формирование фрактальных структур в динамическом хаосе», «Wo bist du denn», «Оптическая видеоживопись».
- 2009 — Создает новую художественную технику на основе своей идеи фрактальности живописи — «Артефакты молекулярной живописи» и формирует сверхновое направление «Абстрактный реализм».
- 2010 — Начинает проекты «Искусство жизни», «Трогательное искусство».
- 2011 — Разрабатываю ряд архитектурных проектов - культурно-образовательные и оздоровительные комплексы.
- 2012 — Открываю в Москве на Садовой-Каретной "LAB - CLAB". Это 5-я мастерская-галерея, арт-лаборатория-клуб. Здесь я продолжаю разрабатывать и реализовывать свои проекты, провожу мастер-классы-перформансы, организую встречи-дискурсы, кино просмотры.
- 2014 — Запущена новая версия авторского сайта (www.freydenberg.com).  Виртуальное арт-пространство, как проекция мастерской-галереи. Более полный и обобщенный музейный вариант, включивший в себя впервые опубликованные работы - картины, объекты, фотографии и проекты.
- 2015 — Совместно с художником, ювелиром Мариной Сазоновой, создаём коллекции минималистичных ювелирных украшений "SAMARINIK" из серебра, полимерных смол и других материалов.
- 2015-2017 —  Резиденция в Dukley European Art Community  в Черногории. Начало фото проекта "Waterline".
- 2017 —  Разработал новую авторскую художественную технику на основе полимерных смол - формирование “синтетических пейзажных ландшафтов”. Цикл работ "Последняя красота".

## Персональные выставки
- 1991 — «По ту сторону искусства» (Галерея в Трёхпрудном переулке, Москва)
- 1992 — «Как всегда» (Галерея в Трёхпрудном переулке, Москва)
- 1993 — «Переворот в искусстве» (Галерея в Трёхпрудном переулке, Москва)
- 1992 — «Воплощение» (Галерея в Трёхпрудном переулке, Москва)
- 1994 — «Серая выставка» (Галерея «Велта», Москва)
- 1994 — «Эстетика ничего» (художественная акция, Москва)
- 1995 — «Потерянный город» (художественная акция, Москва)
- 1998—2003 — 11 выставок (Галерея Фрейденберга, Садово-Каретная, Москва)
- 2002 — Акция в Geffrye Museum (Лондон)
- 2003 — выставка «Прозрачная» (Галерея Фрейденберга, Берлин)
- 2003 — выставка «Желтая» (Галерея Фрейденберга, Берлин)
- 2003 — акция «Путешествие электрорастений» (Амстердам)
- 2006 — акция «Путешествие электрорастений» (Венеция)
- 2006 — акция в проекте «Perche design» (Милан, Италия)
- 2007 — Арт Хай-тек проект, (Художественный музей. Сочи, Россия)
- 2004—2009 — ежемесячные выставки (Авторская галерея Фрейденберга, Артстрелка, Москва)
- 2015 — «Waterline» (Dukley galery, Budva, Montenegro)·
- 2016 — «Ватерлиния или абстрактный реализм» (Dukley galery, Cotor, Montenegro)·
- 2016 — «Жизнь фрактальных биоморфов» (Jugooceanija, Bar Dac , Cotor, Montenegro)·
- 2018 — «Последняя красота » (Галерея «Александр», Montenegro)

## Групповые художественные выставки
- 1988 — «До 33» (Дворец Молодежи, Москва)
- 1989 — «Фурманный переулок» (Варшава)
- 1989 — «Вне жанра» (Дворец Молодежи, Москва)
- 1990 — «Между революцией и перестройкой» (Рим)
- 1990 — «Фурманный — новые работы» (Мал. Грузинская, Москва)
- 1991 — «Москва — Ленинград» (Дворец Молодежи, Москва)
- 1992 — «Выяснение отношений при помощи оружия» (Галерея в Трёхпрудном переулке, Москва)
- 1992 — «За абстракционизм» (Галерея в Трёхпрудном переулке, Москва)
- 1992 — «Вопросы искусства» («L»-галерея, Москва)
- 1993 — «Интерьер» (Галерея в Трёхпрудном переулке, Москва)
- 1993 — «Киево-Могилянская академия» (Киев)
- 1996 — «Водка» (Галерея Марата Гельмана, Москва)
- 1997 — «Форум творческих инициатив» (Мал. Манеж, Москва)
- 1998 — «Арт манеж» (Манеж, Москва)
- 2002 — Фестиваль современного искусства «Мелиорация» (Москва)
- 2004 — Фестиваль современного искусства «АртКлязьма» (Москва)
- 2005 — 1-я московская биеннале современного искусства, «Сообщники» (Третьяковская Галерея на Крымском валу, Москва)
- 2005 — 1-я московская биеннале современного искусства, (Артстрелка, Галерея Фрейденберга, Москва)
- 2007 — 2-я московская биеннале современного искусства, (Центр современного искусства «Винзавод», Москва)
- 2008 — Конкурс Кандинского, (Центр современного искусства «Винзавод», Москва)
- 2008 — Французско-российский проект (галерея «Эритаж», Москва)
- 2008 — Выставка Арт-объектов «Новый год в октябре», (Галерея современного искусства «M ARS», Москва)
- 2009 — «Ночь в музее» (Авторская галерея Фрейденберга, Артстрелка, Москва)·
- 2015 — «Абстрактное конкретное» (Подгорица, Черногория)·
- 2017 — «Внутренняя-внешняя (Internal - External)» (Будва, Черногория)·
- 2018 — Художники в Черногории (Будва, Черногория)·
- 2020 — “Живопись минус” (ЦТИ «Фабрика», Москва)·
- 2022 — “Cosmoscow” (Гостиный двор, Москва)

## Групповые архитектурно-дизайнерские выставки
- 1998 г. — «Дизайн — 98» (ЦДХ, Москва)
- 1999 г. — «1-й международный фестиваль архитектуры и дизайна интерьера» (Дом градостроительства, Москва)
- 1999 г. — «Дизайн — 99» (ЦДХ, Москва) 2000 г. — «2-й международный фестиваль архитектуры и дизайна интерьера» (Дом градостроительства, Москва)
- 2000 г. — «Дизайн — 2000» (ЦДХ, Москва)
- 2000 г. — «Арт манеж» (Манеж, Москва)
- 2001 г. — «Fidexpo2001» (Гостиный Двор, Москва)
- 2001 г. — «3-й международный фестиваль архитектуры и дизайна интерьера» (Дом градостроительства, Москва)
- 2001 г. — «Арх Москва» (ЦДХ, Москва.)
- 2001 г. — «Арт-Мебель» (Сокольники, Москва)
- 2002 г. — «Fidexpo2002» (Гостиный Двор, Москва)
- 2002 г. — «4-й международный фестиваль архитектуры и дизайна интерьера» (Дом градостроительства, Москва)
- 2002 г. — Конкурс «Кориан» (ЦДХ, Москва)
- 2002 г. — «Арт-мебель» (Сокольники, Москва)
- 2002 г. — «EXPO-HOME» (Гостиный Двор, Москва)
- 2002 г. — Центр «ИнфоПространство» (Москва)
- 2002 г. — «Hidden art» (Лондон)
- 2002 г. — «Дизайн в промышленности» (Сокольники, Москва)
- 2003 г. — Антикварный салон «Luxury» («Балчуг-Кемпински», Москва)
- 2003 г. — «Fidexpo2003» (Гостиный Двор, Москва)
- 2003 г. — «5-й международный фестиваль архитектуры и дизайна интерьера» (Дом градостроительства, Москва)
- 2003 г. — «100 %DESIGN LONDON» (Лондон)
- 2004 г. — «Fidexpo2004» (Санкт-Петербург)
- 2004 г. — «100 %DESIGN MOSCOW» (Москва)
- 2004 г. — «6-й международный фестиваль архитектуры и дизайна интерьера» (Дом градостроительства, Москва)
- 2004 г. — Выставка победителей международного конкурса инновационного промышленного дизайна «RED DOT» (Музей дизайна, Эссен, Германия)
- 2004 г. — «CARAVAN SALON» (Дюссельдорф, Германия)
- 2005 г. — «Fidexpo2005» (Гостиный Двор, Москва)
- 2005 г. — «7-й международный фестиваль архитектуры и дизайна интерьера» (Дом градостроительства, Москва)
- 2006 г. — «8-й международный фестиваль архитектуры и дизайна интерьера» (Дом градостроительства, Москва)
- 2007 г. — «9-й международный фестиваль архитектуры и дизайна интерьера» (Дом градостроительства, Москва)
- 2007 г. — «Дизайн Акт» Международный фестиваль дизайна, (Центр современного искусства «Винзавод», Москва)
- 2008 г. — «10-й международный фестиваль архитектуры и дизайна интерьера» (Дом градостроительства, Москва)
- 2008 г. — «Дизайн Акт» Международный фестиваль дизайна, (Центр современного искусства «Винзавод», Москва)
- 2008 г. — 1-я московская архитектурная биеннале, (ЦДХ, Москва)
- 2009 г. — «Россия сегодня» (Wenzel Hablik Museum)
- 2009 г. — «Дизайн Акт» Международный фестиваль дизайна, (Центр современного искусства «Винзавод», Москва)
- 2010 г. — «Sretenka design week» фестиваль российского дизайна (Москва)
- 2012 г. — «Moscow Design Week»·
- 2015 г. — «Арх Москва» (ЦДХ, Москва.)